# Pălărie tare și nas de cartof (film din 1978)
Pălărie tare și nas de cartof (titlul original: în maghiară Keménykalap és krumpliorr) este un film de comedie maghiar, realizat în 1978 de regizorul István Bácskai Lauro, după romanul omonim al scriitorului Csukás István, protagoniști fiind actorii Krisztián Kovács, Berkes Gábor, Alfonzó și Szilágyi István.

## Rezumat
Membrii micilor toboșari din grupa „Gâsca sălbatică” fac echipă pentru a căuta micile maimuțe furate de la grădina zoologică. Ei încearcă să repare ceea ce adulții indisciplinați și perturbatori au stricat. Traseul lor este mereu intersectați de intrigatorul deghizat Bagaméri, blestematul om cu înghețată care vrea să aibă acces la recompensa promisă pentru maimuțe...

## Distribuție
- Krisztián Kovács – Kisrece
- Berkes Gábor – Süle
- Alfonzó – Bagaméri
- Szilágyi István – Lópici Gáspár
- Gruber István – Marci
- Hamar Pál – Karcsi
- Szűcs Gábor – Jóska
- Kiss Gabi – Péterke
- Bánhidi László – paznicul parcării
- Páger Antal – Leopoldi
- Haumann Péter – directorul grădinii zoologice
- Timár Béla – hoțul de maimuțe
- Gyenge Árpád – Rátz Dezső
- János Rajz – bătrânul
- Imre Ráday – pediatrul
- Suka Sándor – nenea Hudák
- Ferencz László – aprozaristul
- Pádua Ildikó – asistenta din secția boli infecțioase
- Kránitz Lajos – Horpács
- Varga Zsolt –

## Lansare
Filmul Pălărie tare și nas de cartof a avut premiera în Ungaria pe data de 31 octombrie 1978.
În România premiera filmului a avut loc la data de 5 noiembrie 1979 la cinematograful „Timpuri noi” din capitală.